# 福爾達爾鎮區 (明尼蘇達州馬歇爾縣)
福爾達爾鎮區（英語：Foldahl Township）是位於美國明尼蘇達州馬歇爾縣的一個行政鎮區。

## 地方資料
福爾達爾鎮區的面積為93.98平方千米，皆為陸地。根據2020年美國人口普查的數據，當地共有人口78人，而人口密度為每平方千米0.83人。